# فدراسیون استرالیا

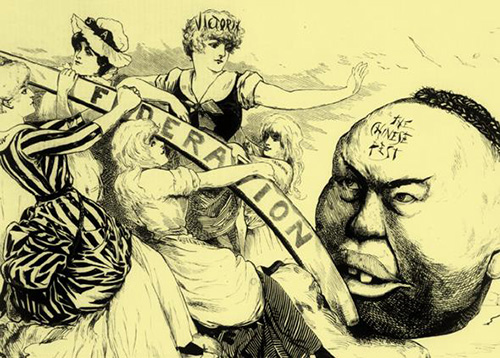
یک نقاشی از فدراسیون استرالیا

فدراسیون استرالیا نخستین ساختار حکومتی در کشور استرالیا برای تشکیل یک کشور واحد بود. در فرایند تشکیل فدراسیون استرالیا، شش مستعمره خودگردان شامل کوئینزلند، نیوساوت ولز، ویکتوریا، تاسمانی، استرالیای جنوبی و استرالیای غربی برای تشکیل یک کشور واحد فدرال با هم موافقت کردند. در ابتدا فیجی و نیوزیلند هم در این فرایند شرکت کردند اما بعدها تصمیم به جدایی و تشکیل کشور مستقل گرفتند. با اجرای قانون اساسی استرالیا در ۱ ژانویه سال ۱۹۰۱، مستعمرات یادشده تبدیل به ایالت‌های کشور همسود استرالیا شدند.

## یادداشت
1. ↑  "Fiji and Australian Federation. – (From the Herald's own Correspondent.) Melbourne, Monday". The Maitland Mercury and Hunter River General Advertiser. 25 October 1883. Retrieved 5 May 2016.